# 에밀 두메르그
에밀 두메르그(프랑스어: Émile Doumergue, 1844년 11월 25일 ~ 1937년 2월 14일)는 프랑스의 목사이자 신학자이다. 그는 몽토방 개신교 신학부(faculté de théologie protestante de Montauban)에서 교회사 교수이자 총장(1906-1919)이었다. 장 칼뱅 연구의 세계적인 권위자이다.

## 경력
에밀 두메르그는 Jean-Louis Doumergue 목사(1818-1901)와 그의 첫 부인인 Marie Bruguière의 아들로 태어났다.  그는 1865-1868년에 제네바 대학교의 신학부와 베를린 대학교에서 수학하고 후에 몽토방
(Montauban)에 있는 몽토방 프로테스탄트 신학부에서 공부를 마쳤으며, 1869년에 그곳에서 그는 실증주의와 도덕에 관한 신학 학사 학위 논문을 썼다. 그는 파리에서 고등시립 학교의 부목사 및 교목으로 목회 생활을 시작했다. 그는 복음주의 신학자로 자리 잡았고, 그의 성격과 사상은 자유주의 개신교인들 사이에서는 강한 거부감을 불러일으켰다. 그는 Marie Bindewald 와 결혼하였다.

## 수상
- 제네바 대학교 명예 박사 학위(1901)
- University of Edinburgh 명예 박사
- University of St Andrews 명예 박사

## 저서
- Jean Calvin : les hommes et les choses de son temps, 7 volumes, 1899-1927, lire en ligne
- Livre du recteur 3
- Le cercle des écrits caucasiens, 편집. (2007), 《L'Arménie, les massacres et la question d'Orient》, ISBN 9782913564206
- Les démocraties modernes, Paris, Flammarion, coll. « Bibliothèque de philosophie scientifique », 1921